# عاصم كمال
عاصم كمال (31 مايو 1976 بكراتشي في باكستان - ) (بالأردوية: عاصم کمال)‏ (بالإنجليزية: عاصم کمال)‏ هو لاعب كريكت باكستاني. شارك مع منتخب باكستان للكريكت.

## وصلات خارجية
- عاصم كمال على موقع إي آس بي آن كريك إنفو (الإنجليزية)